# Sinheung-dong, Gwangju
Sinheung-dong (koreanska: 신흥동) är en stadsdel i stadsdistriktet Gwangsan-gu i staden Gwangju i den sydvästra delen av Sydkorea,  270 km söder om huvudstaden Seoul.
Större delen av Gwangjus flygplats, bland annat terminalen, ligger i Sinheung-dong.